# Donovan Ruddick
Brian McGhee (Queens, 3 febbraio 1984) è un wrestler statunitense.

## Carriera

### Saint Louis Anarchy (2007 - 2011)
Ruddick inizia la sua carriera nel 2007 nella Saint Louis Anarchy, dove debutta il 12 maggio battendo i Los Pitidors insieme a Dan Velten in un match di coppia. Il 30 giugno, batte Jordan Lacey. Il 1º settembre, sempre insieme a Velten, sconfigge Lacey e Evan Gellistico. Il 29 settembre, batte Tyler Cook in singolo. La prima sconfitta arriva il 6 ottobre per mano di Lacey ma all'evento successivo si riscatta subito battendo Johnny Greenpeace. L'8 dicembre, viene sconfitto per squalifica da Adam Raw. Durante l'evento del 5 gennaio 2008, insieme a Velten, perde contro Davey Vega e Johnny Viynl. A seguito di questa sconfitta, Ruddick e Velten si scontrano il 19 gennaio in un match finito in No Contest. Il 2 febbraio 2008, Ruddick batte Velten mettendo fine alle sue pretese. Dopo aver sconfitto Trent Stone, Ruddick partecipa al match valido per gli ACW Tag Team Championship in un Fatal 4-Way Match ma, pur facendo coppia con Gary Jay, non riescono a vincere i titoli. Il 5 aprile, perde insieme a Dingo contro Shorty Biggs e Adam Raw. Tuttavia, il 19 aprile, Ruddick batte Biggs e conquista il LWA Heavyweight Championship. Difende il titolo in diverse occasioni, contro lo stesso Biggs, Gary Jay ed Evan Gellistico ma, a sottrarglielo, sarà Jordan Lacey. Dopo aver sconfitto Mephisto e Mark Sterling ottiene un'altra chance per il titolo, ma perde contro Jeremy Wyatt, che nel frattempo aveva vinto la cintura. Il 6 marzo 2009, vince un Fatal 4-Way contro Brandon Aarons, Dorian Victor e JC Bravo. Il 20 giugno, batte Rage, poi ancora Super Electro, Adam Raw e Dash Rando in un No DQ Match. Ottiene poi due vittorie di spessore, una contro Tyler Black e l'altra contro Claudio Castagnoli, ritenuti due dei più importanti atleti del panorama indipendente. Il 26 giugno 2010, batte Jimmy Karryt e conquista l'HWC Heavyweight Championship e, il 28 agosto, perde il match valido per il PWE Heavyweight Championship contro The Mississippi Madman. Il 10 settembre, batte Derek Cornell e il 13 novembre, insieme a Mason Beck, batte The Mississippi Madman e Eugene. Successivamente, firma per la WWE.

### WWE

#### Florida Championship Wrestling (2011)
Nel febbraio 2011, McGhee firma un contratto di sviluppo con la WWE e viene mandato per fare esperienza in FCW, dove debutta il 3 marzo in un 6-man tag team match insieme a Buck Dixon e Kenny Li contro Rick Vaughn, Big E Langston e Kenneth Cameron. Combatte ancora nei tapings FCW del 14 aprile, perdendo un tag team match insieme a DeSean Bishop contro Buck Dixon e Erick Rowan.

## Titoli e riconoscimenti
Heritage Championship Wrestling
- HCW Heavyweight Championship (1)

Saint Louis Anarchy
- LWA Heavyweight Championship (1)

Pro Wrestling Epic
- HWC Heavyweight Championship (1)

Pro Wrestling Illustrated
- 476º sui 500 migliori wrestler singoli nella PWI 500 (2009)